# Parco nazionale di Shukla Phanta
Il parco nazionale di Shukla Phanta è un parco nazionale del Nepal. Si estende per un'area di 305 km² nel distretto di Kanchanpur nell'estremo sud-occidentale del paese al confine con lo stato indiano dell'Uttar Pradesh.
Il parco è circondato da un'area cuscinetto istituita nel 2004 di 243,5 km².

## Storia
Il parco è stato una riserva di caccia per molti anni ed è stata nominata riserva reale di caccia nel 1969. Nel 1976 è stata dichiarata Royal Suklaphanta Wildlife Reserve. La superficie iniziale era di 155 km², estesi successivamente agli attuali 305 km². Dal 2017 è stato dichiarato parco nazionale.

## Territorio
L'area del parco è delimitata a sud e ad ovest dal fiume Mahakali (detto anche Sarda), un affluente del Gange che costituisce anche il confine naturale con l'India. A est è delimitato dal fiume Chaudhar  e a nord da una cintura di foreste e coltivazioni che si estendono a sud della strada nazionale H01 (Mahendra Highway).
Il territorio ha una elevazione che va dai circa 175 m. della pianura del Terai ai circa 1.400 m delle colline del Shivalik.
Le città più vicine sono Bhimdatta (circa 8 km a ovest) e Dhangadhi (circa 50 km a est).